# Knäpparlarvklubba
Knäpparlarvklubba (Cordyceps stylophora) är en svampart som beskrevs av Berk. & Broome 1857. Cordyceps stylophora ingår i släktet Cordyceps och familjen Cordycipitaceae.   Inga underarter finns listade i Catalogue of Life.
I den svenska databasen Dyntaxa används istället namnet Ophiocordyceps stylophora för samma taxon.  Arten är reproducerande i Sverige.